# 로런스 대 텍사스 사건
로런스 대 텍사스 사건(Lawrence v. Texas)은 미국 연방 대법원의 유명 판례이다. 미국 여러 주(州)에서의 동성애자 인권 향상과 동성 결혼 합법화, 사생활의 비밀과 자유의 초석이 된 것으로 평가받는다.

## 역사
1998년 9월 17일, 텍사스 주 휴스턴 시 경찰은 무장 소란의 허위 신고를 받고 존 게데스 로론스와 타이론 가너가 동성 성관계를 하고 있던 아파트에 들어갔다. 총기 혐의를 발견하지 못한 경찰은, 무단 침입에 강력히 항의하는 두 남성에게 구강성교와 항문성교 등 동성 간의 '비정상적인 성관계'를 금지하는 텍사스주 소도미법 위반 혐의를 대신 적용하였다. 벌금형과 하룻밤의 구금에 처해진 로런스와 가너는 다음 날 무죄를 주장하여 풀려났다.
같은 해 11월 20일, 성소수자 인권단체 Lambda Legal의 설득 아래 이들은 "이의제기 없음(No contest)"으로 혐의를 시인하고 벌금형을 선고 받았다. 이는 상급 법원으로 사건을 끌고 가 정치화하려는 목적이었다. 이후 수 년에 걸친 항소 끝에 2002년 4월 17일 텍사스 형사 상고법원은 기존의 주 소도미법을 합헌으로 인정한 2001년 판결에 대한 재고 요청을 기각하기에 이른다.

## 쟁점
2002년 7월 16일, Lambda Legal의 변호사들은 미국 연방 대법원에 다음 세 가지 항목에 대한 고려를 청원하였다. 첫째, 동일 성관계에 대해 동성 커플만 처벌 대상이 되는 것은 미국 연방헌법 수정 제 14조(Fourteenth Amendment)이 명시하는 '동등한 보호권'에 어긋나지 않는가. 둘째, 성인 간 상호 동의 하에 집 안에서 이루어진 성관계를 처벌하는 것은 연방헌법 수정 제 14조에서 보장하는 자유와 사생활의 권리를 침해하지 않는가. 셋째, 바워스 대 하드윅(Bowers v. Hardwick) 판결은 기각되어야 하는가.

## 판시사항
2003년 6월 26일, 미국 연방 대법원은 6대 3으로 텍사스 주 법령을 최종 위헌 판결하였다. 앤서니 케네디를 비롯한 5명의 재판관은 다수 의견을 통해 "청원인(로런스와 가너)은 그들의 사적인 삶을 존중 받을 권리가 있다. 주(州)는 그들의 사적 성행위를 범죄로 만듦으로써 그들의 존재를 깎아내리거나 그들의 운명을 통제할 수 없다"며 텍사스 법령이 적법절차(due process)를 위반했다고 밝혔다. 또 이들은 앞선 바워스 대 하드윅 건에 대해 "바워스는 그것이 판결될 당시에도 옳지 않았고, 지금도 옳지 않다. 그것은 구속력 있는 판례로 남아서는 안 된다."고 명시하였다. 한편 위헌 판결을 내린 나머지 한 재판관인 산드라 데이 오 코너는 자유에의 논변 대신 동등한 법적 보호의 근거를 들어, 특정 집단에만 적용되는 텍사스 법의 위헌을 지지하였다. 이에 반하여, 안토닌 스칼리아와 나머지 두 재판관은 바워스 대 하드윅 및 그에 기반한 기존 판례들이 뒤집힘을 지적하며 선례에 대한 존중의 결핍을 비판하였다. 그들은 더불어 중혼(重婚)과 간통, 수간 등을 금지하는 법 역시 유사한 논리로 흔들릴 수 있음을 경계하고 해당 판결이 국민의 여론에 어긋날 것에 대한 우려를 표명하였다.

## 영향
로런스 대 텍사스 판결과 함께, 사적 공간에서의 동성 간 합의 성관계를 금지하는 기존의 13개 주 소도미 법 모두가 자동으로 위헌에 해당하게 되었으며, 즉시 효력을 상실하였다.
같은 해인 2003년 11월 18일, 메사추세츠 대법원은 동성 간 결혼의 금지를 위헌 판결하며 6개월 내에 동성 결혼을 법제화 할 것을 권고하였다. 해당 판결은 미 연방 헌법이 아닌 주 법에 따라 이루어졌다는 점에서 다르나, 수석재판관은 판결문에 로런스의 문장을 인용하며 동성결혼의 적법성을 밝힌 바 있다. 이 판결은 2004년 2월 4일 시민 결합(Civil Union)의 형태가 아닌 '결혼'을 보장해야 함을 명확히함으로써 더욱 공고해졌고, 5월 17일 매사추세츠는 미국 최초로 동성결혼이 합법화된 주가 되었다. 이후 미국에서 동성결혼이 합법화된 주는 2013년까지 총 10개에 이른다.
본 로런스 대 텍사스 사건은 또한 성적 지향에 따라 그 적용을 달리하던 기존 법률들을 무효화하였다. 대표적인 예가 캔자스 주의 '로미오와 줄리엣' 법이다. 나이 차이 4살 이하의 18세 미만 청소년 간 성관계의 경우 그 처벌을 감형하도록 한 이 법은, 그러나 동성 성관계에는 적용될 수 없음을 명시하고 있었다. 로런스 판결 직후 연방 대법원은 캔자스 주에 이를 재고할 것을 권고하였고, 항소 법원과 주 대법원을 거쳐 2005년 10월 결국 법은 폐지되었다. 그 밖에도 로런스는 동성 커플 혹은 동성애자의 비동등한 권리 혹은 대우에 관한 여러 판결에서 선례로 인용되었으며, 때로는 동성애 이외의 여러 성적 자유에 대한 논변에까지 확장되어 사용되어왔다.

## 같이 보기
- 미국의 성소수자 권리